# MG・Yタイプ
Yタイプは、1947年から1953年までイギリスのMGブランドで製造された小型スポーツサルーン（セダン）である。
最初のモデルYAが6131台、次のモデルのYBが1301台、コンバーチブルボディ（オープンボディ）のYTが877台（推定）の計8336台製造と推定されている。

## 概略
第二次世界大戦前の1939年のロンドン・アールズコートでのモーターショーでYタイプのプロトタイプは既に発表されていたが、第二次世界大戦でイギリスの民需向け乗用車の製造が中止となり、MGのアビンドン工場も軍需向け車両などの製造を行っていたが、終戦後の1947年、MGの生産はMG Yタイプの“MG YA”より再開された。
シャシとサスペンションは、MINIの設計で有名なサー・アレック・イシゴニスの原設計を採用し、1938年に発売されたモーリス(Morris)ブランドで発売されたMorris Eight series Eを設計の基礎としている。
1950年に発表されたMGの2座スポーツカーである“MG TD Midget”に先駆け、前輪を独立懸架の不等長ウイッシュボーンとした。ブレーキは油圧式で、ダンパーも油圧式となっていた。ステアリング装置はラック＆ピニオンでチルト機構が備えられた。ボディは全金属製で、レザーシートにレザートリム、ウッドパネル、ウッドフレームと豪華な内装が奢られており、4輪に油圧ジャッキが装備される小型高級車であった。サルーンボディにはスチールのスライディングルーフが装備されていた。
YAは、XPAG1250ccエンジンが搭載されSUキャブレーター（気化器）により46bhp/ 4800rpm、69.6 mph (112.0 km/h)の性能を発揮した。
Yタイプの販売は好評で、コーチビルダーによってコンバーティブル（オープンボディ）に改造される車もあり、1948年に4座コンバーティブルボディ(MGではTourerと呼ぶ)のYTが正規に製造される。気化器はSUツインで、エンジンはカムに手が加えられ、54.4bhp / 5200rpmとされた。
1951年YBにモデルチェンジ。（YBの登場で“YA”はさかのぼって“YA”とされた。）エンジンはYAと同じだが、リア・アクスルが改良されている。
1953年8月まで製造され、同年10月に後継モデルのMG Zタイプ　Magnette(マグネット)にモデルチェンジを行った。
MGでは、サルーンボデイの車種は“Yタイプ”までがシャシー+ボディのセパレート構造であり、次の“Zタイプ”からモノコック構造となる。